# Caso de los niños de McDonald's
El caso de los niños de McDonald's es el nombre con el que se conoce al caso sin resolver relativo a la desaparición de dos niños de primaria en Singapur la tarde del 14 de mayo de 1986. Keh Chin Ann (nacido el 22 de marzo de 1974; 郭振安 Guō Zhènān) y su mejor amigo Toh Hong Huat (nacido el 18 de mayo o el 5 de junio de 1974; 卓鸿发 Zhuó Hóngfā), ambos de doce años de edad y compañeros de escuela, fueron vistos por última vez en Owen Road, después de que Chin Ann pasara por la casa de Hong Huat para ir juntos al colegio. A pesar de las investigaciones y los esfuerzos policiales para hallar a los dos niños, estos siguen a día de hoy en paradero desconocido. El nombre del caso, conocido en los medios de comunicación como «los niños de McDonald's», se debe a que la sucursal de Singapur de la franquicia de comida rápida estadounidense McDonald's ofrecía una recompensa de 100,000 dólares por cualquier información relacionada con el paradero de los niños.
El caso suscitó múltiples teorías sobre el motivo de la desaparición de los niños, que incluían un posible secuestro, asesinato e incluso la posibilidad de que los niños huyeran de casa. Sin embargo, las teorías no fueron probadas por falta de pruebas concretas. Los esfuerzos de búsqueda se expandieron desde Singapur a otros países vecinos como Malasia, Indonesia y Tailandia, pero la búsqueda no logró arrojar ninguna información tangible relacionada con el paradero de los niños. El caso de los chicos de McDonald's es considerado como uno de los casos de desaparición más extraños ocurridos en Singapur.

## Desaparición

### Keh Chin Ann
En la tarde del 14 de mayo de 1986, Keh Chin Ann, de 12 años y estudiante de sexto grado de primaria, se bajó de su autobús escolar y llegó a su colegio, la Escuela Primaria Owen, donde cursaba el turno de tarde. Era el menor de tres hermanos y el único varón de su familia. Uno de los compañeros de clase de Chin Ann, Wang Piwei (王碧伟 Wáng Bìweǐ), fue la última persona que lo vio con vida. Wang Piwei se ofreció a cuidar su mochila, ya que Chin Ann quería ir a unas tiendas cercanas fuera de la escuela para comprar algo. Luego, Piwei dejó la mochila de Chin Ann en el banco de la tienda de golosinas de la escuela, asumiendo que Chin Ann volvería a recogerlo. Sin embargo, nunca regresó a la escuela.

### Toh Hong Huat
El mejor amigo de Chin Ann, de 12 años y compañero de clase nacido en Malasia, Toh Hong Huat, vivía con su madre Tan Geok Kuan (陈玉娟 Chén Yùjuān) en una casa ubicada a 500 metros de su escuela. Según Tan Geok Kuan, ella vio a su hijo salir por la puerta de la casa y le informó que iba a ir caminando a la escuela junto a su amigo Chin Ann, quien vino a buscarlo. Tan dijo que le extrañó que le dijera que iba a ir con su mejor amigo, debido a que normalmente era ella quien le acompañaba a la escuela todos los días, pues Hong Huat era muy tímido y además le gustaba ir en compañía de su madre.
Sin embargo, después de reunirse ambos alumnos, los niños no se presentaron a clase a las 12:55 pm y nunca más fueron vistos después de las 12:30 pm del 14 de mayo de 1986.

## Investigación
El profesor se percató de la ausencia de los dos niños, Toh Hong Huat y Keh Chin Ann, e informó a sus respectivos padres. Por la noche, después de recibir la llamada del maestro, la madre de Hong Huat, Tan Geok Kuan, de 46 años, y los padres de Chin Ann, Keh Cheng Pan de 51 años (también llamado Keh Chin Poh; 郭清保 Guō Qīngbǎo) y Tay Mee Na (郑美娜 Zhèng Meǐnà) de 46 años, se presentaron en la escuela. Wang Piwei, el compañero de clase que vio a Chin Ann por última vez, informó anteriormente a los profesores sobre su ausencia. Aunque en un principio los profesores pensaron que Hong Huat y Chin Ann podrían haber decidido fugarse de las clases, era poco probable puesto que ambos eran muy responsables, se portaban bien y no faltaban a clases.
A las 7:15 pm, después de no haber podido encontrar a sus hijos, se contactó a la policía singapurense, quienes interrogaron y registraron las propiedades que rodeaban la escuela durante los días posteriores a las desapariciones, pero no pudieron encontrar ninguna información útil. Las autoridades publicaron y distribuyeron por toda la isla de Singapur miles de carteles con los retratos de Hong Huat y Chin Ann y los medios de comunicación también hablaron extensamente del caso en los noticieros. En mayo de 1988, dos años después de la desaparición de los niños, la policía entrevistó a más de 100 personas, sin obtener ninguna pista.
El 27 de agosto de 1986, un informante anónimo reveló a la policía que había visto a los niños en Pulau Ubin. El Departamento de Investigación Criminal de Singapur envió a más de 100 agentes a la isla para peinar la zona y encontrar a los dos alumnos desaparecidos. Las familias también se unieron a la búsqueda, pero no se encontró nada.
Unos meses después del incidente, la madre de Hong Huat fue a Kuala Lumpur, capital de Malasia, para buscar a su hijo. En 1990, Tan pidió ayuda a un periódico local y a la Asociación China de Malasia, con las fuerzas policiales malayas respondiendo igualmente al llamamiento para buscar a los niños. En 1987, la Policía de Singapur amplió su búsqueda a Malasia y algunos otros países vecinos como Indonesia y Tailandia. Los informes de los niños desaparecidos también fueron enviados a la Interpol. Sin embargo, las pesquisas internacionales no lograron localizar el paradero de Hong Huat y Chin Ann.
En noviembre de 1988, dos años y seis meses después de la desaparición, el periódico nacional de Singapur The Straits Times envió una solicitud a una empresa con sede en Estados Unidos para recrear físicamente a Chin Ann con 14 años usando tecnología de reconocimiento facial. La solicitud fue concedida y la foto de Chin Ann, que se publicó en noviembre de 1988, se creó basándose en la foto de Chin Ann antes de su desaparición y también en la foto de una de sus hermanas mayores, Hui Hong, cuando tenía 14 años. En 1994, ocho años después de la desaparición de los niños, la policía publicó dos imágenes de Chin Ann y Hong Huat tal y como se verían con 20 años de edad.

### Recompensas
A pesar de su pobreza, las familias de Toh Hong Huat y Keh Chin Ann ofrecieron inicialmente una recompensa de 1.000 dólares singapurenses a cualquiera que pudiera proporcionar información sobre el paradero de sus hijos. Ambas familias aumentaron la recompensa a 5.000 dólares en julio de 1986, que luego aumentó a 20.000$ dos meses después. Las familias afirmaron que no tenían otra opción que aumentar la recompensa debido a su creciente desesperación por obtener información sobre el paradero de los niños.
En octubre de 1986, el magnate Robert Kwan, dirigente de la sucursal de Singapur de la cadena de comida rápida McDonald's, anunció que la empresa ofrecería una recompensa de 100,000 dólares singapurenses por cualquier información nueva sobre el paradero de los dos niños desaparecidos. También colocaron carteles de los niños desaparecidos y publicitaron la recompensa en todos los puntos de venta de McDonald's en todo Singapur.